# Tadeusz Bernadzikiewicz

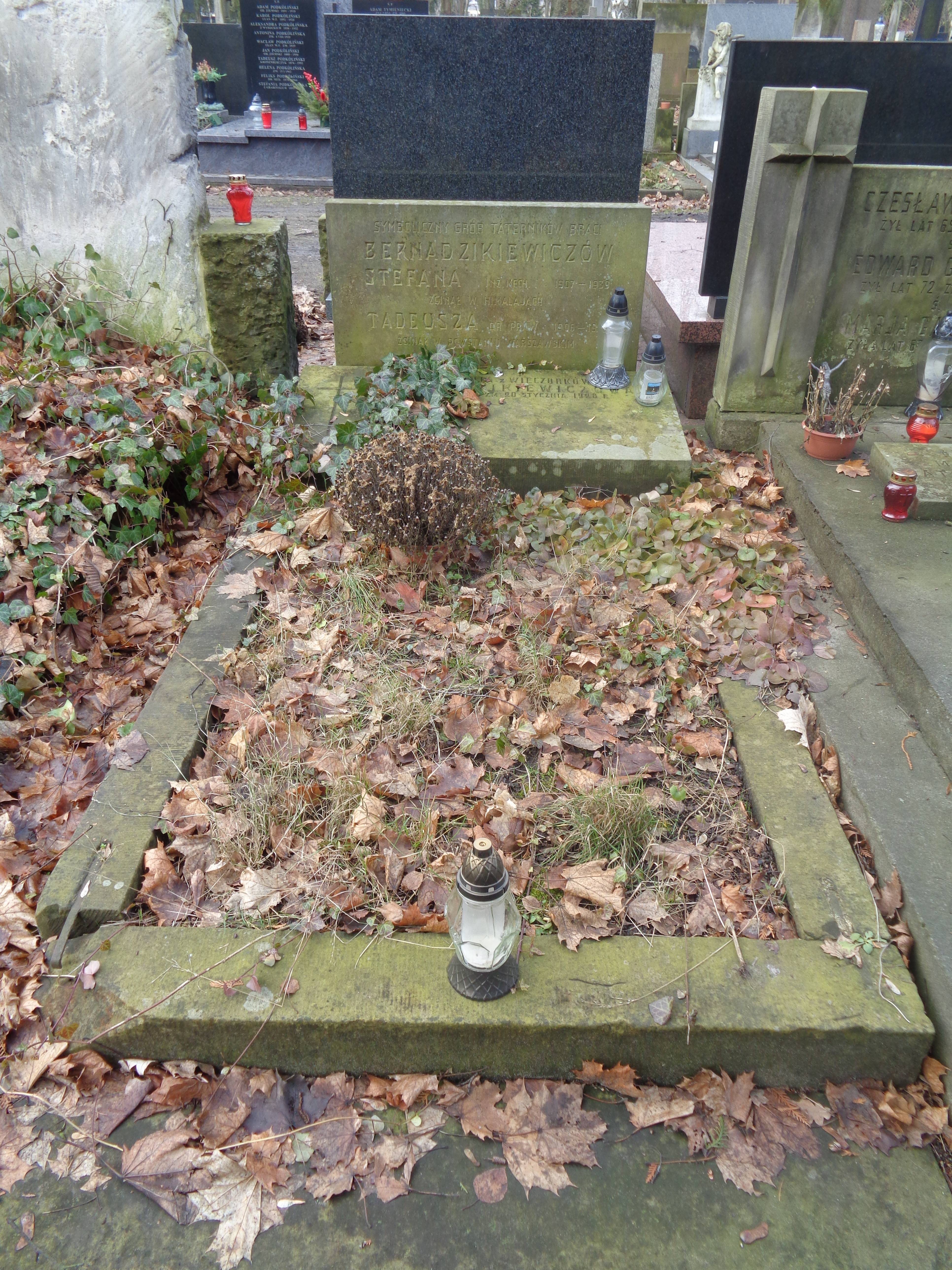
Grób Tadeusza Bernadzikiewicza na Cmentarzu Powązkowskim

Tadeusz Teodor Bernadzikiewicz (ur. 24 marca 1906 w Opatkowicach (obecnie wchodzących w skład Dzielnicy X Swoszowice Krakowa), zm. prawdopodobnie w sierpniu 1944 w Pruszkowie) – polski taternik, alpinista i speleolog, prawnik i ekonomista.

## Życiorys
Był wychowankiem warszawskiego gimnazjum im. Mikołaja Reja, podobnie jak jego młodszy brat Stefan Bernadzikiewicz i Henryk Mogilnicki, którzy również zostali wspinaczami. W 1928 roku ukończył studia na Uniwersytecie Warszawskim, w 1935 roku uzyskał doktorat w dziedzinie prawa albo ekonomii. W latach 1929–1935 pracował jako referent w Ministerstwie Skarbu, następnie – w biurze prasowym Centralnego Związku Przemysłu Polskiego.
Współpracował z czasopismami: Polityka Gospodarcza, Gospodarka Narodowa, Polska Gospodarcza, Przegląd Gospodarczy, Kurier Polski, Kurier Warszawski i Gazeta Warszawska.
W czasie powstania warszawskiego został aresztowany i osadzony w obozie w Pruszkowie, gdzie zmarł w niewyjaśnionych okolicznościach.
Opublikował m.in. książki:
- Zagadnienie rentowności gospodarki państwowej (1932)
- Nowe prawo o bilansach: geneza – system – ocena (1934)
- Wyniki bilansowe a rzeczywiste przedsiębiorstw państwowych w Polsce (1935)
- Zagadnienie rentowności przedsiębiorstw (1935)
- Przerosty etatyzmu: uwagi o gospodarce państwowej w Polsce (1935)[1]
- Mała reforma etatyzmu (1937)
- Dekret o lasach państwowych z dnia 30 września 1936 r.: geneza – system – ocena (1937)
- Udział państwa w spółkach handlowych (1938)
- Koncern państwowy w Polsce (Towarzystwo Wydawnicze Młodych Prawników i Ekonomistów, Warszawa 1938)[5].

### Alpinizm
Według przez siebie napisanego biogramu był alpinistą od 1920 roku (według innych źródeł – od 1922 roku), od 1925 roku (od 1926 roku) uprawiał wspinaczkę. O wspólnych wycieczkach w Tatry z braćmi Bernadzikiewiczami w 1925 roku wspomina Tomasz Piskorski. W 1928 roku Bernadzikiewicz dokonał m.in. II wejścia zachodnią ścianą Kościelca, a od 1929 roku poprowadził w Tatrach szereg nowych dróg, m.in. na Niżniej Wysokiej Gerlachowskiej, Spądze, Rysach, Rumanowym Szczycie (w 1932 roku środkiem północno-wschodniej ściany Rumanowego Szczytu, z Bolesławem Chwaścińskim), Durnym Szczycie i Małej Buczynowej Turni. Spenetrował też większość znanych wtedy jaskiń tatrzańskich.
W 1935 roku uczestniczył w wyprawie w Kaukaz, gdzie dokonał (m.in. z Bolesławem Chwaścińskim) pierwszego wejścia szczytowego na Nookau-Sauz-Kaya (4035 m n.p.m.). W latach 1936 i 1937 wspinał się w austriackich Alpach i w Masywie Mont Blanc, wszedł na Mont Blanc granią Innominaty. Na Korsyce w 1938 roku wszedł z żoną nowymi drogami na Monte Cinto (2706 m n.p.m., jeden z najwybitniejszych szczytów w Europie) i Capo Rosso di Trinbolaccia. W roku 1939 wspinał się w Ruwenzori (Góry Księżycowe) w Afryce Wschodniej, gdzie m.in. wszedł na wcześniej niezdobyte szczyty: Tatra Peak, Okusoma (4550 m) i Humphreys, a nowymi drogami wszedł na Bottego, Szczyt Małgorzaty (najwyższy szczyt Góry Stanleya, 5109 m n.p.m.) oraz na Alberta (5087 m). Wszedł na wygasły wulkan Muhavura (4127 m) i czynny wulkan  (Nyamuragira, 3058 m).
Aktywnie pracował w organizacjach taternickich, od 1930 roku był członkiem Klubu Wysokogórskiego Oddział Warszawski Polskiego Towarzystwa Tatrzańskiego, a potem także Sekcji Turystycznej Towarzystwa Tatrzańskiego. Brał czynny udział w zjednoczeniu polskich organizacji taternickich i w 1935 roku wszedł w skład pierwszego zarządu Polskiego Towarzystwa Tatrzańskiego. W 1937 roku został sekretarzem Polskiego Towarzystwa Wypraw Badawczych. Ogłosił szereg artykułów o treści górskiej w „Taterniku” i innych czasopismach poświęconych górom.
W 1942 roku napisał książkę (wydaną w 1955 roku): Polska safari w Górach Księżycowych.
Został upamiętniony nazwą szczytu w Ruwenzori: góra Okusoma została nazwana Bernadzikiewicz Peak.

## Życie rodzinne
Był synem Władysława i Stefanii z domu Wieczorek (~1883–1928). Miał młodszego brata Stefana, również taternika i himalaistę. Pierwszego grudnia 1936 roku ożenił się z Zofią Eugenią Wysocką (ur. około 1910 roku), z którą wcześniej wspinał się w Tatrach.
Na warszawskim cmentarzu Powązkowskim znajduje się symboliczny grób obu braci Bernadzikiewiczów (kwatera 238-5-9).